# Rafael Martín Vázquez
Rafael Martín Vázquez (* 25. September 1965 in Aluche, Madrid) ist ein ehemaliger spanischer Fußballspieler.

## Karriere
Erstmals machte der technisch versierte Mittelfeldspieler in Real Madrids Zweitmannschaft Castilla CF auf sich aufmerksam. Als Mitglied der legendären Quinta del Buitre, einem hervorragenden Talentjahrgang in Real Madrids Nachwuchs dem auch Emilio Butragueño, Míchel, Manolo Sanchís sowie Miguel Pardeza angehörten, brachte er es in den ersten Kader. Von 1983 bis 1990 sowie von 1992 bis 1995 spielte Martín Vázquez bei Real Madrid und schoss in 252 Erstligaspielen 42 Tore. Dazu absolvierte er 39 Pokalspiele (3 Tore) und 44 Europapokalspiele (2 Tore) für die Königlichen. Mit Real gewann er 1984/85 und 1985/86 den UEFA-Pokal und in den Jahren 1986 bis 1990 fünf Mal in Folge in der Primera División die spanische Meisterschaft.
Zwischen 1990 und 1992 spielte er zwei Saisons in Italien bei Torino Calcio. Nach seiner Zeit bei Real Madrid ließ er seine Karriere bei Deportivo La Coruña, Celaya FC und dem Karlsruher SC in der Saison 1998/99 in der 2. Bundesliga ausklingen.
Beim KSC wurde er als Ersatz für Spielmacher Thomas Häßler vorgestellt, der den Verein nach dem Abstieg in der Vorsaison verlassen hatte. Er erhielt Medienberichten zufolge einen mit 3 Millionen Mark pro Jahr dotierten Vertrag und sollte dem Verein zum direkten Wiederaufstieg verhelfen. Zu Saisonbeginn verlor der KSC jedoch fünf der ersten sechs Ligaspiele und Martín Vázquez geriet ins Kreuzfeuer der Kritik. Sein größter Fürsprecher, Trainer Jörg Berger, wurde nach dem 12. Spieltag entlassen. Daraufhin wurde sein Vertrag nach nur vier Monaten und fünf Einsätzen aufgelöst. Im Anschluss beendete er seine Karriere.
Für die Nationalmannschaft war er bei der EM 1988 und der WM 1990 im Einsatz. Trainer Miguel Muñoz setzte ihn bei der EM 1988 in Deutschland in den drei Gruppenspielen gegen Dänemark, Italien und Deutschland ein. Zwei Jahre später, bei der WM in Italien, gehörte er der Stammbesetzung von Trainer Luis Suárez an, die den ersten Platz in der Gruppe E gegen Uruguay, Südkorea und Belgien erreichten. Im Achtelfinale verlor Spanien aber mit 1:2 Toren nach Verlängerung gegen Jugoslawien und schied aus dem Turnier aus. Insgesamt erzielte er in 38 Länderspielen ein Tor.

## Erfolge
- UEFA-Pokal-Sieger (2): 1985, 1986
- Spanischer Meister (6): 1986, 1987, 1988, 1989, 1990, 1995
- Spanischer Pokalsieger (2): 1989, 1993
- Spanischer Supercupsieger (3): 1988, 1989, 1993
- Spanischer Ligapokalsieger (1): 1985